# Incurvaria triglavensis
Incurvaria triglavensis is een vlinder uit de familie witvlekmotten (Incurvariidae). De wetenschappelijke naam is voor het eerst geldig gepubliceerd in 1912 door Hauder.
De soort komt voor in Europa.